# June Milo
June Milo, nom de scène de Joana Desfosses, est une auteure-compositrice-interprète franco-suisse, née le 23 avril 1985 à Genève (Suisse).

## Biographie
June Milo est née le 23 avril 1985 à Genève (Suisse). Issue d’une famille de comédiens, elle baigne depuis toute petite dans le milieu artistique,.
Elle commence la musique à 6 ans, avec des cours d’accordéon, puis elle apprend le piano, et le chant. Elle intègre un groupe de rock, puis de métal, et chante aussi de l’opéra et du jazz.
En 2013, elle commence à écrire ses propres chansons et se produit sur scène. Elle chante aux Trois Baudets plusieurs fois, puis au festival « Voix de Fête » ou encore aux « Créatives » à Genève et commence à se faire connaître. En 2019, elle collabore avec Laura Cahen et Clarika pour l’écriture de son premier EP en français, Avril. Elle fait la première partie de Clarika à la Cigale et la suit en tournée.
En 2022, elle élargit son public grâce à l’émission The Voice : La Plus Belle Voix, saison 11, lorsque les 4 coachs se retournent. Elle fait la couverture du « 20 min » en Suisse.
Elle sort un single Parfaite dont le clip reçoit plusieurs prix : « Best Music Video » au Paris Film Awards, « Best Music Video » au Tokyo Film Awards « Honorable Mention » au Prague International Sound Music Video Awards, Finalist au Robinson Film Awards.

## Commentaires
André Manoukian lors d’une chronique sur France Inter dit qu’il y a dans la voix de June Milo « la pureté sans la mièvrerie, le feeling sans le pathos, la justesse d’un laser et l’émotion d’une vestale ».
Florent Pagny dans The Voice la qualifie de « martienne », il dit d’elle : « Elle chante ! C’est impressionnant ! C’est vraiment une performeuse, elle ne lâche rien et n’en met pas une à côté ».

## Discographie

### EP
- 2023 : Secret Whispers, 4 titres (sorti le 03 novembre)
- 2023 : Parfaite, 6 titres (sorti le 24 mars)
- 2019 : Avril, 5 titres
- 2016 : Whisper, 4 titres

### Albums
- 2015 : Jelly and Jam